# Emil Kautzsch
Emil Friedrich Kautzsch ((* 4 de septiembre de 1841 en Plauen; † 7 de mayo de 1910 en Halle (Saale)) fue un teólogo evangélico luterano alemán, experto en lengua hebrea y crítico bíblico. 

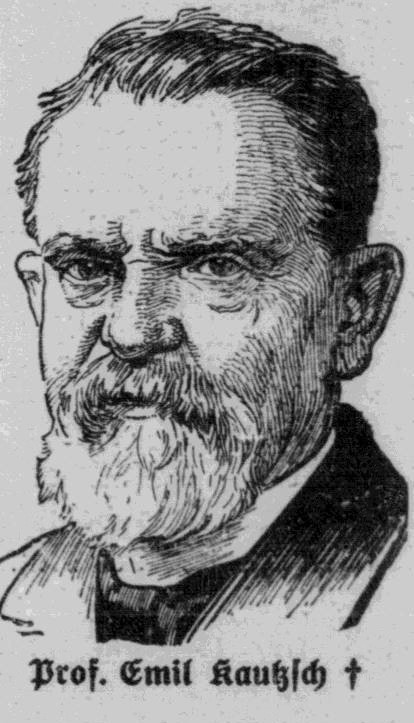
Emil Kautzsch

## Vida
Kautzsch estudió "Teología y Estudios Orientales" en la Universidad de Leipzig, en cuya facultad teológica recibió su doctorado en filosofía en 1863, fue nombrado profesor asociado en 1869 y catedrático en 1871. Desde el invierno de 1859/60 fue miembro del Coro de la Universidad de Leipzig. Desde 1872 enseñó como catedrático en la Universidad de Basilea, donde fue rector en 1878/79. En 1880 se trasladó a la Universidad de Tübingen . Desde 1888 hasta su jubilación en 1908 por razones de salud fue profesor de Antiguo Testamento en la Facultad de Teología de Halle. Además ocupó el cargo de rector 1898/99 en esta universidad.
Kautzsch fue uno de los fundadores de la interconfesional Asociación Alemana para el Estudio de Palestina (1877) y desde 1888 fue uno de los editores de los Estudios y reseñas teológicos. Uno de sus trabajos más importantes es su revisión de la Gramática hebrea por Wilhelm Gesenius (de la 22.ª Edición de 1878, hasta la 28.ª edición de 1909), que se reimprimió en 1962 y también se tradujo al inglés. Asimismo publicó una Biblia de texto que contaba con breves introducciones y explicaciones, y que debía servir para la difusión de los resultados de la exégesis de la época. La edición alemana de los Apócrifos y Seudoepígrafos del Antiguo Testamento (1898-1900), que también proporcionó, serviría como suplemento a esa Biblia y fue una obra de referencia hasta finales del siglo XX. También publicó la Enciclopedia y Metodología de las Ciencias Teológicas de Karl Rudolf Hagenbach (siglos X y XI). Edition) y el Bosquejo de la teoría hebrea de sonidos y formas (edición completamente revisada, 1899).
Los hijos de Kautzsch, Rudolf (1868-1945) y Paul (1882-1958) eran historiadores del arte. Su hija Johanna (1878-1964) se casó con el matemático Ernst Richard Neumann .
Kautzsch recibió la Orden de la Corona 2. Clase, con la Orden del Águila Roja de 2.ª Clase y la ciudadanía honoraria de la ciudad de Basilea.

## Obras
- De Veteris Testamenti Locis a Paulo Apostolo Allegatis . Metzger & Wittig, Leipzig 1869, (Leipzig, Universidad, documento de habilitación, 1869), digitalizado .
- con Albert Socin : Las antigüedades Æchtheit der Moabitischen . Trübner, Estrasburgo a. una. 1876, digitalizado .
- Gramática aramea bíblica. Con una discusión crítica de las palabras arameas en el Nuevo Testamento. . Vogel, Leipzig 1884, versión digitalizada .
- como editor y traductor: Las Sagradas Escrituras del Antiguo Testamento . 2 volúmenes. Mohr, Friburgo (Breisgau) a. una. 1894.
- como editor y traductor: Los apócrifos y pseudoepígrafos del Antiguo Testamento . 2 volúmenes. Mohr, Tübingen u. una. 1898-1900;
  - Volumen 1: Los apócrifos del Antiguo Testamento . 1898;
  - Volumen 2: Las pseudoepígrafas del Antiguo Testamento . 1900.
- Teología bíblica del Antiguo Testamento . Editado por Karl Kautzsch del patrimonio del autor. Mohr, Tübingen 1911.

## Literatura
- Andreas Freye: Emil Kautzsch (1841-1910). Erudito y orientalista del Antiguo Testamento, Berna: Peter Lang 2018, ISBN 978-3-631-75902-8 (contribuciones a la investigación del Antiguo Testamento y el judaísmo antiguo; 62).
- Frank Reiniger (1992). «Kautzsch, Emil».  En Bautz, Friedrich Wilhelm, ed. Biographisch-Bibliographisches Kirchenlexikon (BBKL) (en alemán) 3. Herzberg: Bautz. cols. 1265–1267. ISBN 3-88309-035-2.
- Rudolf Smend : Renovación de la ciencia del Antiguo Testamento consciente de la tradición: Emil Kautzsch (1841-1910) . En: Andreas Urs Sommer (ed. ): En el campo de tensión entre Dios y el mundo. Contribuciones al pasado y al presente del Frey-Grynaeisches Institut en Basilea 1747-1997 . Schwabe, Basilea 1997, ISBN 3-7965-1063-9, págs. 111-122.
- Hans-Jürgen Zobel (1977). «Kautzsch, Emil». Neue Deutsche Biographie (NDB) (en alemán) 11. Berlín: Duncker & Humblot. pp. 376-377; (texto completo en línea)

## Enlaces web
- Bibliografía relacionada con Emil Kautzsch en el catálogo de la Biblioteca Nacional de Alemania.
- Lista de literatura en el catálogo en línea de la Biblioteca Estatal de Berlín
- Eintrag zu Emil Kautzsch
- Übersicht der Lehrveranstaltungen von Emil Kautzsch
- Texto de la Biblia por Emil Kautzsch (recurso en línea) Archivado el 11 de septiembre de 2019 en Wayback Machine.
- Traducciones alemanas de los apócrifos y pseudoepígrafos del Antiguo Testamento (selección)
- Trabaja en archive.org
- Emil Kautzsch

- Datos: Q65613
- Multimedia: Emil Kautzsch / Q65613